# 5946 Hrozný
5946 Hrozný là một tiểu hành tinh vành đai chính với chu kỳ quỹ đạo là 1308.2206332 ngày (3.58 năm).
Nó được phát hiện ngày 28 tháng 10 năm 1984.